# تشکیلات نفرین‌شدگی
«تشکیلات نفرین‌شدگی» (به انگلیسی: The Formation of Damnation) آلبومی از تستمنت است که در سال ۲۰۰۸ میلادی منتشر شد.